# Zodarion reticulatum
Zodarion reticulatum är en spindelart som beskrevs av Kulczynski 1908. Zodarion reticulatum ingår i släktet Zodarion och familjen Zodariidae.
Artens utbredningsområde är Cypern. Inga underarter finns listade i Catalogue of Life.